# Sandaless
Sandaless – polska grupa muzyczna grająca w stylu rockowym oraz reggae. Powstała w styczniu 1997 w Ełku.

## Obecny skład zespołu
Na podstawie Leksykonu Kultury Warmii i Mazur:
- Krzysztof Laszkowski – gitara i wokal (od 1997)
- Rafał Poniatowski – gitara (od 2002)
- Piotr Mikulski – perkusja (od 2002)
- Mariusz Poniatowski – bas (od 2015)[2]

## Koncerty i wyróżnienia
Zespół w swojej karierze zagrał ponad 300 koncertów na terenie kraju, jak również za granicą. Brał udział w wielu ważnych festiwalach muzycznych. Sandaless może pochwalić się licznymi nagrodami oraz wyróżnieniami:
- XLV Krajowy Festiwal Piosenki Polskiej w Opolu – Debiuty 2008 – Laureat
- Wyróżnienie na festiwalu „Młode Wilki 2007”
- Jarocin Festiwal 2007
- Grand Prix Międzynarodowego Festiwalu „Kierunek Olsztyn 2006”
- Hunter Fest 2006
- Best Balt Festival 2005 (Rosja – Kaliningrad)
- Youth Culture Festival 2004 (Rosja – Gwardejsk)
- Laureat „Malborskich Przeglądów Muzycznych 2004”
- Magia Rocka 4
- alGlobe Bruckenfestival (Niemcy – Ludwigsfelde, Potsdam, Guben)

W 2006 zespół otrzymał zaproszenie wraz z utworem „xxx” na płytę Piotra Kaczkowskiego MiniMax pl 4.
Poza tym grupa miała okazję wystąpić na scenie podczas Festiwalu w Opolu w 2008 – koncert Debiuty – z utworem „Przetrwamy”. Grupa zdobyła II wyróżnienie.

## Dyskografia
- Droga (2006)
- Debiuty 2008 (2008)
- Sandaless (2009)
- Sandaless - Mowa Prosta (2020)